# Sakar
Sakar (bulharsky Сакар), je oblé pohoří v jihovýchodním Bulharsku a v severozápadním cípu evropské části Turecka. Leží v bulharských oblastech Chaskovo a Stara Zagora a v turecké provincii Edirne.

## Vymezení
Pohoří se táhne od severozápadu na jihovýchod v délce 75 km a jeho šířka v průměru dosahuje 35 km. Rozkládá se mezi údolím řeky Marica na jihozápadě, která ji odděluje od severozápadních výběžků východních Rodopů (hřebeny Gorata, Gradište a Chuchla), a údolím řeky Sazlijka na západě, která ji odděluje od Hornothrácké nížiny. Na východě ji od Derventské vysočiny odděluje Sremská soutěska řeky Tundža a na jihovýchodě v evropském Turecku jeho nejzazší nízké hřbety dosahují téměř k městu Edirne v Dolnothrácké nížině. Na severu se táhne do údolí řek Sokolica (levý přítok Sazlijky) a Sinapovska a v blízkosti obce Orlov Dol je propojena velmi nízkým sedlem s Manastirskou vysočinou.
Hřeben hor se vyznačuje plochými vrcholy, táhnoucími se od severozápadu na jihovýchod, kdežto na jihozápad a severovýchod od nich se oddělují dlouhé a strmé hřbety, které dobíhají k údolím řek na pomezí hor. Nejvyšším bodem Sakaru, i jihovýchodního Bulharska, je Višegrad (856,1 m), který se nachází v geografickém středu pohoří.

## Přírodní poměry

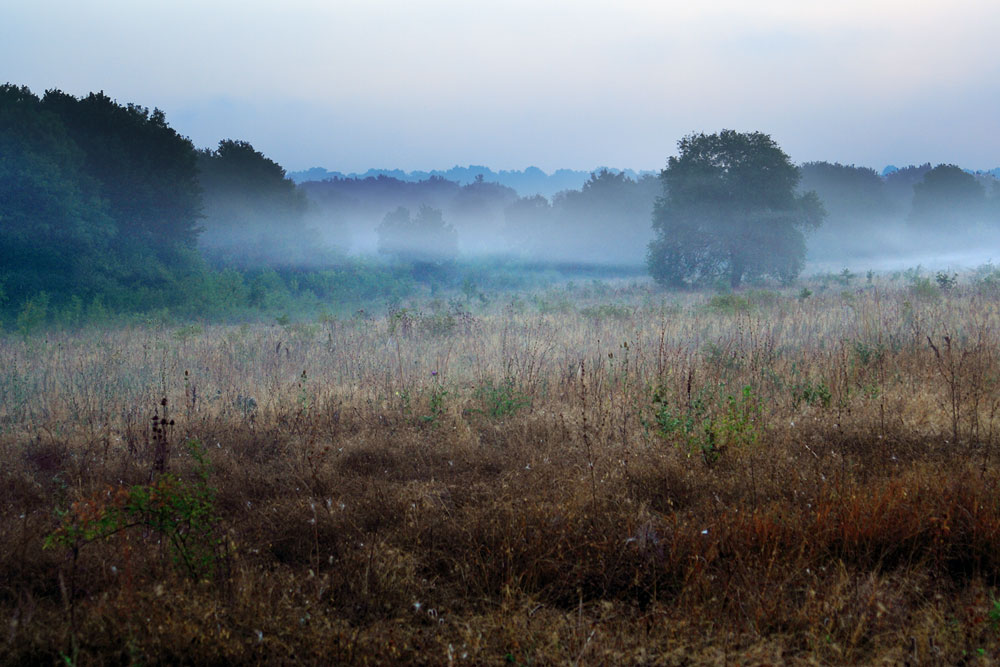
Letní ráno v pohoří Sakar

### Geologická stavba
Většina pohoří je tvořena žulovým batolitem, který je obklopen pláštěm z přeměněných hornin – rulami, amfibolity a břidlicemi. Na tomto podkladu leží malá ložiska polymetalických rud bez průmyslového významu. Současný reliéf se utvořil ve svrchních třetihorách a čtvrtohorách a byl modelován vlivem epirogenního pohybu a erozivně denudačních procesů.

### Podnebí
Podnebí je zde přechodné středomořské.

### Vodopis
Pohoří odvodňuje mnoho řek – přítoky Sazlijky, (Sokolica a Glavanska reka), Marici (Bakărdere, Goljama reka, Levčenska reka, Čengenedere, Kalamica, Kemal atd.) a Tundži (Sinapovska reka, Bozaška reka, Karabaška reka atd.).

### Půdy
Převládající půdy jsou především vyluhované podzolové kambizemě (CMx2), místně silně erodované.

### Flora a fauna
Hřebeny a svahy jsou porostlé listnatými lesy a rozsáhlými pastvinami. Je to jedna z nejbohatších oblastí v Bulharsku s mnoha druhy dravců, kterých ubývá. Z tohoto důvodu je pohoří z hlediska ekologie důležitým místem pro ochranu rostlin a živočichů.

## Hospodářství
V regionu Sakar je velmi vhodný terroir pro pěstování vinné révy. Produkují se zde renomovaná nová bulharská červená vína odrůd Merlot, Cabernet Sauvignon a Syrah, která obdržela uznání od světoznámých degustátorů.
V horské oblasti má velikou tradici lovecká a rybářská turistika. Poblíž Topolovgradu je mnoho loveckých chat se zkušenými průvodci, kteří mohou doporučit různé trasy vhodné pro lov zvěře.

## Historie
Pohoří bylo osídleno od nejstarších dob. Legendy říkají, že tu nějakou dobu pobýval vojvoda Indže – legendární kardžalijský vůdce, který se odvrátil od zbojnictví a stal se jedním z nejvýznamnějších povstaleckých vůdců v Bulharsku.

## Památky
Nejvýznamnějšími zdejšími kulturně-historickými památkami jsou megalitické dolmeny z 2. tisíciletí př. n. l., Ustremský klášter svaté Trojice, rovněž znám jako Chajduški, protože jeho stavba je spojena s vojvodou Indže a Kara Koljou, kulturní památka hrad Matočina a v jeho blízkosti dva skalní kostely z 10. století, pevnost Paleokastro, vojenská svatyně obětem Balkánských válek na hoře Vălča krepost (Kurtkale).
Přírodních památek se zde nachází ještě více: kaskádové proudy v lokalitě Kazankite, skalní výtvory Orle, Kostenurka (želva) a vrcholek Kartalkata, jeskyně Babini bozki, neobyčejně krásné Tesni skaly (Darkaja) a celkem sedm chráněných území (místo zvané Bakărilja a šest přírodních památek).

## Sídla
Na svazích a úpatích pohoří se na území Bulharska nachází 1 město a 58 vesnic a na území Turecka 5 vesnic.
- Starozagorská oblast (6 vesnic): obština Gălăbovo 6 vesnic (Glavan, Iskrica, Mărdec, Mednikarovo, Obručane a Pomoštnik)
- Chaskovská oblast (1 město a 52 vesnic): obština Ljubimec 4 vesnice (Georgi Dobrevo, Jerusalimovo, Orjachovo a Vaskovo); obština Svilengrad 19 vesnic (Černodăb, Derviška Mogila, Dimitrovče, Kostur, Levka, Lisovo, Matočina, Michalič, Mladinovo, Momkovo, Mustrak, Păstrogor, Pašovo, Rajkova Mogila, Ravna Gora, Sladun, Studena, Štit a Varnik,); obština Simeonovgrad 5 vesnic (Drjanovo, Navăsen, Svirkovo, Trojan a Ťanevo); obština Topolovgrad 13 vesnic (Bălgarska Poljana, Filipovo, Chljabovo, Kapitan Petko vojvoda, Kňaževo, Mramor, Orešnik, Orlov Dol, Planinovo, Prisadec, Radovec, Sakarci a Ustrem) a město Topolovgrad; obština Charmanli 11 vesnic (Bogomil, Branica, Bălgarin, Čerepovo, Dositeevo, Dripčevo, Izvorovo, Kolarovo, Ovčarovo, Rogozinovo a Šišmanovo).
- Edirne: 5 vesnic (Budakdoğanca, Eskikadın, Kemal, Yeniimaret, Yenikadın)

## Doprava
Po jihozápadním úpatí pohoří v úseku Charmanli – Generalovo prochází úsek dálnice Marica. Západní části pohoří probíhá severojižním směrem silnice č. 55 (Debelec – Nova Zagora – Svilengrad) v délce 51,4 km od obce Mărdec do Svilengradu. Od jihozápadu k severovýchodu, z Charmanli k vesnici Kňaževo, vede v délce 61 km silnice č. 76 (Topolovgrad – Charmanli – Elchovo). Pohořím vedou silnice třetí třídy č. 559 (Polski Gradec – Topolovgrad – Ustrem, délka 21,8 km), č. 761 (Kňaževo - Matočina, délka 40,3 ) a č. 809 (Ljubimec - Goljama Zvezda, délka 21,4 km).